# Lago Märjelensee
O Lago Märjelensee é um lago localizado no cantão de Valais, na Suíça. Este lago surgiu no lado oriental do Glaciar de Aletsch no século XIX.